# Ronde van Frankrijk 1905/Startlijst
Dit artikel beschrijft de startlijst van de Ronde van Frankrijk 1905. In totaal stonden 60 renners aan de start, waarvan er slechts 24 Parijs bereikten.

## Overzicht
| Land      | Naam                     |
| --------- | ------------------------ |
| Frankrijk | J. Mechin                |
| Frankrijk | Henri Pepin              |
| Frankrijk | Camille Fily             |
| Frankrijk | Léon Riche               |
| Frankrijk | Léon Leygoute            |
| Frankrijk | Pierre Desvages          |
| Frankrijk | Philippe Pautrat         |
| Frankrijk | Henri Lignon             |
| Frankrijk | Félix Bernard            |
| Frankrijk | Jean Fischer             |
| Frankrijk | René Pottier             |
| Frankrijk | Hippolyte Aucouturier    |
| Frankrijk | Louis Trousselier        |
| Frankrijk | Jules Chosson            |
| Frankrijk | Joseph Delporte          |
| Frankrijk | Charles Habert           |
| Frankrijk | Georges Pasquier         |
| Frankrijk | Julien Gabory            |
| Frankrijk | Augustin Ringeval        |
| Frankrijk | Maurice Carrere          |
| Frankrijk | Gustave Guillarme        |
| Frankrijk | Henri Richard            |
| Frankrijk | Charles Prevost          |
| Frankrijk | Francis Gouspy           |
| Frankrijk | Jean Dargassies          |
| Frankrijk | Noël Prevost             |
| Frankrijk | Jean-Baptiste Dortignacq |
| Frankrijk | Fernand Lallement        |
| Frankrijk | Pinchau                  |
| Frankrijk | Eugène Ventresque        |
| Frankrijk | Marcel Morvan            |
| Frankrijk | Henri Cornet             |
| Frankrijk | Martin Soulie            |
| Frankrijk | Antoine Perrichon        |
| Frankrijk | Clovis Lacroix           |
| Frankrijk | Henri Gauban             |
| Frankrijk | Maurice Chedebois        |
| Frankrijk | Auguste Daumain          |
| Frankrijk | Georges Seres            |
| Frankrijk | Louis Lavalette          |
| Frankrijk | Henri Marchand           |
| Frankrijk | Gabriel Bamonde          |
| Frankrijk | Auguste Lapree           |
| Frankrijk | Émile Georget            |
| Frankrijk | Germain Fourchotte       |
| Frankrijk | Paul Chovet              |
| Frankrijk | Henri Vigne              |
| Frankrijk | Julien Maitron           |
| Frankrijk | Antony Wattelier         |
| Frankrijk | Auguste Theo             |
| België    | Julien Lootens           |
| Frankrijk | Ed Grandsire             |
| Frankrijk | Edouard Wattelier        |
| Frankrijk | Elie Mogne               |
| België    | Aloïs Catteau            |
| Frankrijk | Léon Habets              |
| Frankrijk | Paul Trippier            |
| Frankrijk | Jean Ruffin              |
| Frankrijk | Maurice Decaup           |
| Frankrijk | Lucien Petit-Breton      |